# Jinx (James Bond)
Giacinta "Jinx" Johnson é uma personagem do filme 007 Um Novo Dia Para Morrer, da franquia cinematográfica de James Bond.
Primeira bond girl principal negra na história da série, foi interpretada pela atriz norte-americana Halle Berry, a única delas a ganhar um Oscar até hoje.

## Características
Jinx é uma agente da NSA, agência central de segurança dos Estados Unidos, aliada de Bond na trama. Piloto e atlética, ela deixa claro que é uma igual a 007 em habilidades como espiã. De maneira incomum para uma bond girl, ela usa Bond da mesma maneira que ele a usa para seus propósitos, incluindo uma agressiva atitude sexual. A cena em que aparece pela primeira vez, saindo do mar num biquíni laranja e com uma faca na cintura, é uma homenagem dos produtores à clássica aparição de Ursula Andress em 007 contra o Satânico Dr. No, primeiro filme da série, quarenta anos antes.

## No filme
Depois de aparecer saindo de biquíni do mar de Cuba, Jinx e Bond travam contato e acabam na cama na mesma noite, numa cena de tensão sexual pouco vista anteriormente num filme da série. No dia seguinte, ela é seguida por Bond até uma clínica de experiências genéticas, atrás de Zao, capanga do vilãoGustav Graves, um terrorista procurado que se submete a um processo de transformação física neste lugar secreto. A descoberta da localização de Zao ali, provoca uma luta entre Bond, Jinx e os cúmplices do assassino, que foge da clínica de helicóptero, debaixo dos tiros da agente.
Os dois encontram-se novamente no Palácio de Gelo de Graves na Islândia, onde foram na esperança de encontrar Zao e seu patrão, para impedir o sinistro plano do megalomaníaco de usar o satélite Icarus para fomentar a guerra entre as duas Coreias. Jinx tenta matar Zao mais uma vez, mas é feita prisioneira por Graves e seus homens. Depois de resgatada por Bond, ela revela sua real identidade de agente secreta. Bond então manda Jinx encontrar-se com Miranda Frost, antes de chamar por reforço, mas o contato é uma armadilha, pois Frost é uma agente traidora do MI-6 que secretamente trabalhava com Graves e foi quem traiu Bond no começo do filme. Jinx é presa e posta para morrer congelada. Depois de matar Zao, Bond consegue reviver Jinx, que se encontrava enregelada em sua prisão de água congelada.
Nas cenas finais, Jinx ajusta suas contas com Miranda dentro de um avião Antonov de Graves, que voa sobre a Coreia. Enquanto Bond e Graves lutam na cabine, ela e Frost enfrentam-se no compartimento de carga e, quando a capanga consegue imobilizá-la e vai matá-la, Jinx consegue se soltar e crava uma adaga no peito da inimiga. Com o avião caindo e fora de controle pela perda de pressurização que os furos de balas na fuselagem durante as lutas causaram nele, Bond e Jinx conseguem escapar num helicóptero transportado dentro do compartimento, antes do avião bater no solo e explodir.
A última cena dos dois é uma cena de amor numa casa de bambu em uma praia deserta, onde eles  namoram nus sobre uma esteira, rodeados de diamantes, os diamantes que seriam usados pelos raios laser do destruído satélite Icarus.